# Mecânica (Aristóteles)
A Mecânica é um texto tradicionalmente atribuído a Aristóteles, apesar de sua autoria real ser discutida. Thomas Winter sugeriu que o autor foi Arquitas de Tarento. Durante a renascença, uma edição deste trabalho foi publicado por Francesco Maurolico. 